# Spermacoce elliptica
Spermacoce elliptica är en måreväxtart som beskrevs av Carl Peter Thunberg. Spermacoce elliptica ingår i släktet Spermacoce och familjen måreväxter. Inga underarter finns listade i Catalogue of Life.